# 输家 (手势)

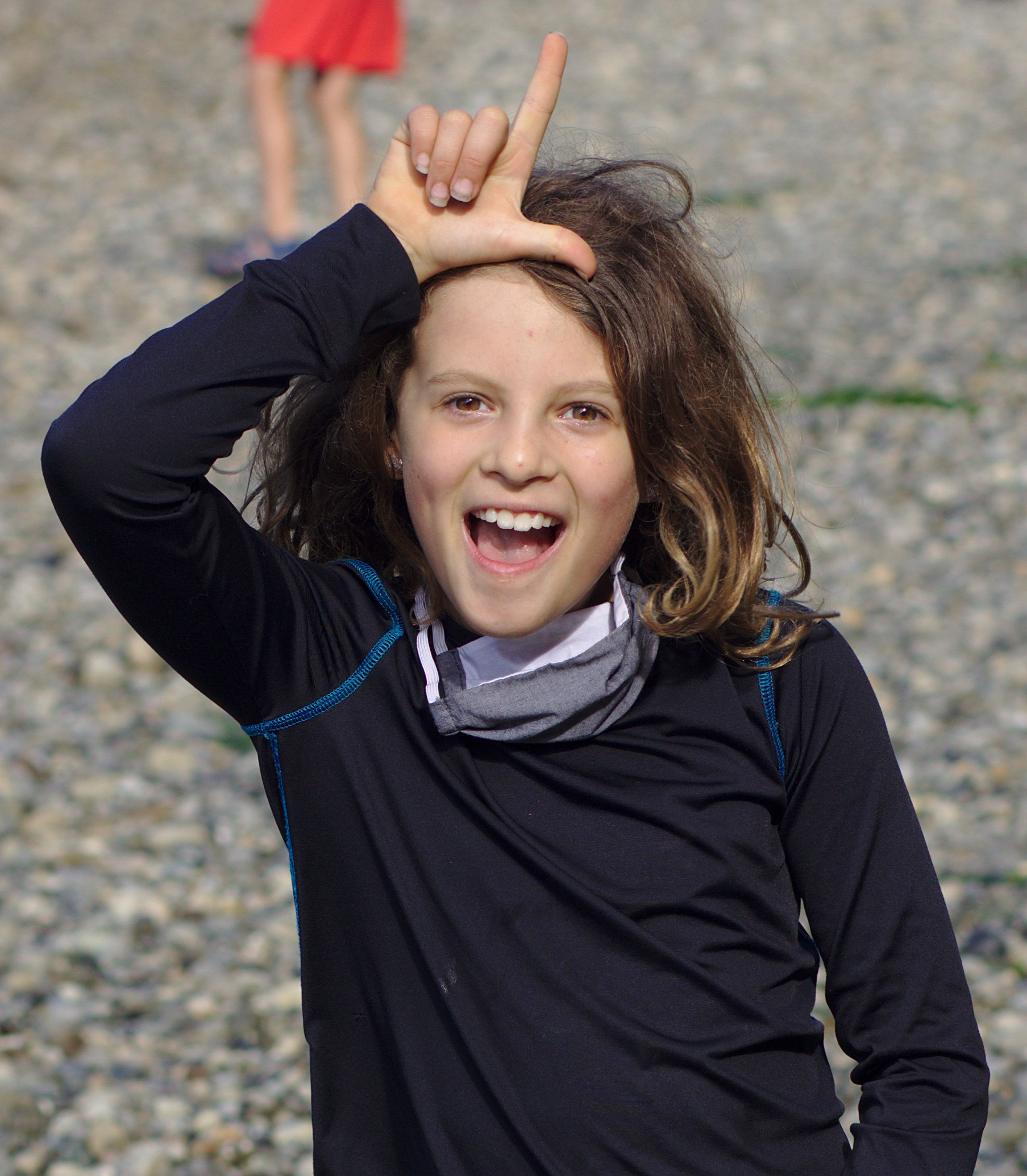
一個孩子正做出輸家手势

输家是一种手势，做手势者会伸出右手大拇指和食指，收拢其他手指，形成一个接近字母“L”的形状，代表“loser”，即“输家”，一般来讲，该手势都是贬义的。有时，做手势者还会将比划字母L的手抬起，置于额头之前。
该手势主要流行于1990年代，部分原因在于受1994年的电影《神探飞机头》的影響。